# Pixelización

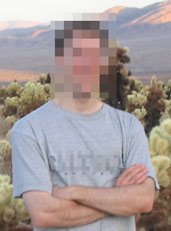
La pixelización fue usada para mantener anónima esta fotografía

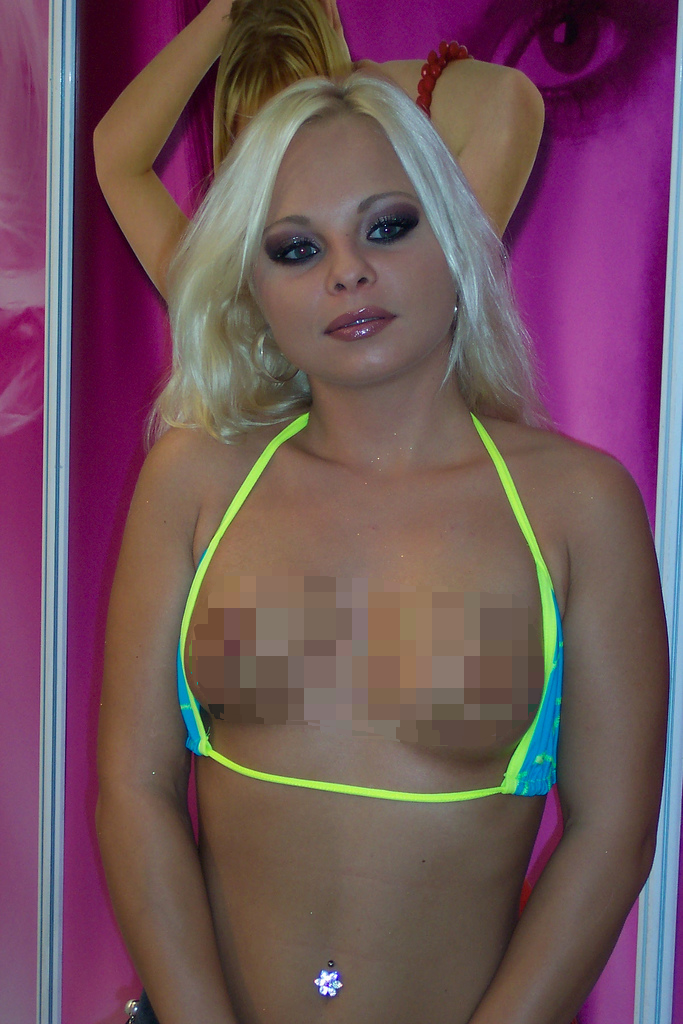
Pixelización para censurar la desnudez

La pixelización es cualquier uso técnico usado tanto en imágenes como en videos, por el cual se ve borroso parte o la totalidad del mismo. A diferencia del pixelado, este proceso se utiliza a propósito, principalmente en la censura. El efecto es un gráfico estándar de filtro, disponible en todos los  editores de gráficos rasterizados.

## Pixelización como censura
Un ejemplo familiar de pixelización se puede encontrar en las noticias televisivas y documentales, en los que las matrículas de vehículos y los rostros de los sospechosos en la escena del crimen se oscurecían rutinariamente para mantener la presunción de inocencia. Los espectadores y otras personas que no firmen los formularios de autorización o que sean menor de edad, también se acostumbra a ser pixelados. Videos de desnudos (incluyendo los genitales, las nalgas y los pezones) está igualmente oscurecido en algunos medios de comunicación,como en la programación de horario familiar. Referencias a las drogas, así como gestos consideradas obscenas (tales como con los dedos) también pueden ser censuradas de esta manera,cuando el lenguaje obsceno es censurado por un audible pitido, la boca del hablante puede salir pixelada para evitar la lectura de labios, también en gráficos,el exceso de sangre o protección de identidad. La pixelización también se puede usar para evitar la publicidad involuntaria o que no se tenga negocio con una empresa, para ocultar la fecha de emisión de presentaciones.
La Pixelización no se utiliza por lo general para este fin en las películas DVD, servicios de televisión por suscripción, entre otros.